# Omeganevel

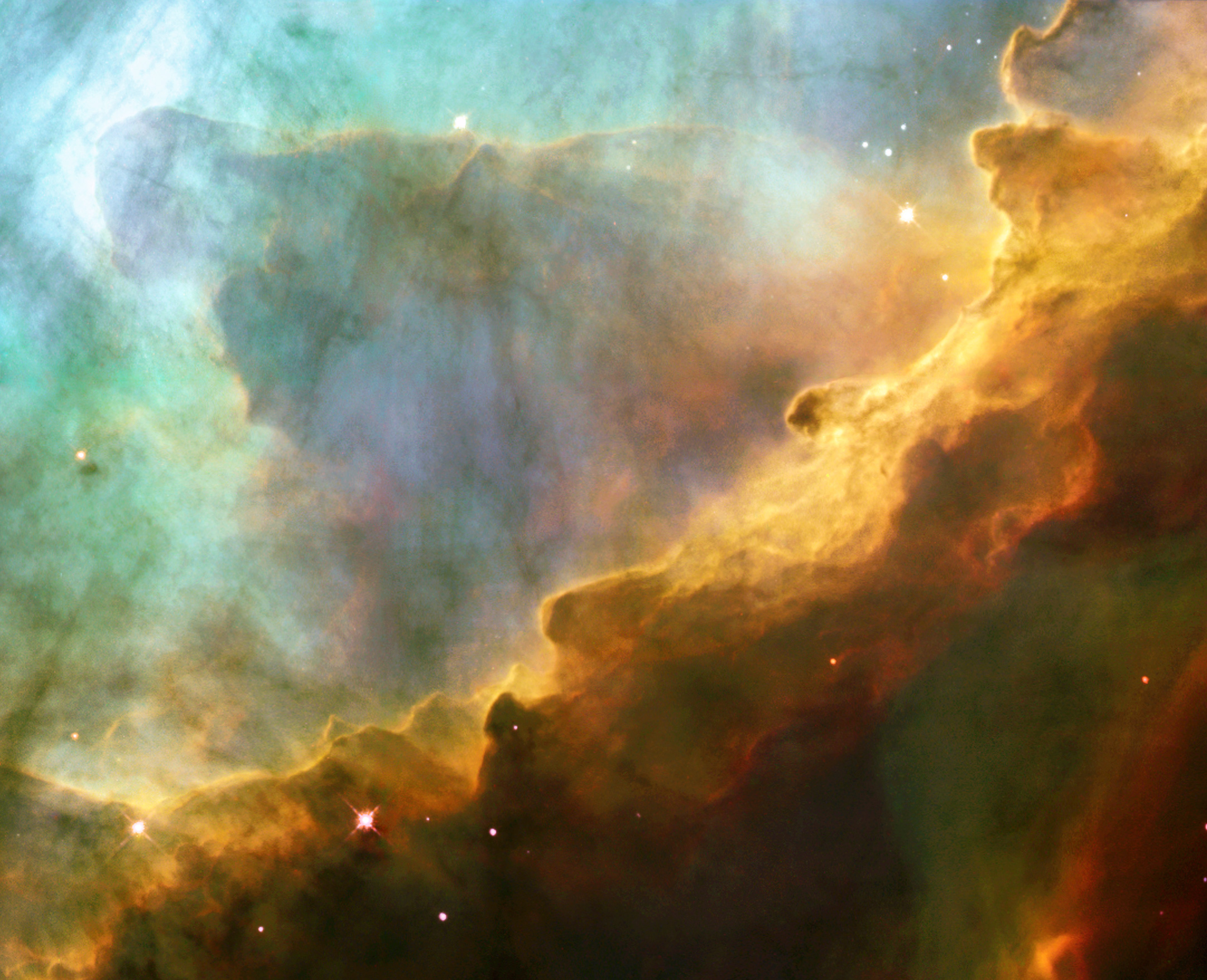
Detailopname van de Omeganevel

De Omeganevel (Messier 17 / NGC 6618) is een emissienevel in het sterrenbeeld Boogschutter. Hij werd in 1745 ontdekt door Jean-Philippe de Chéseaux en in 1764 door Charles Messier opgenomen in zijn catalogus van komeetachtige objecten.
M17 bestaat uit een sterrenhoop van ongeveer 35 hete, jonge sterren waarvan de energie de nevel doet oplichten. Hij bevindt zich op 5000 à 6000 lichtjaar van ons af en meet 15 lichtjaar in diameter.
De nevel bevat in totaal zo'n 800 keer zo veel massa als de Zon en is met een kleine telescoop te zien.